# 호흡 (영화)
"호흡"은 2019년에 개봉한 대한민국의 영화이다.

## 캐스팅
- 윤지혜 : 정주 역
- 김대건 : 민구 역
- 김수현 : 태규 역
- 김가영 : 찬숙 역
- 곽자형 : 반장 역
- 유정호 : 승훈 역
- 정우혁 : 사장 역
- 이선주 : 종희 역
- 이도형 : 어린 민구 역
- 김권 : 민구 아빠 역
- 한나라 : 민구 엄마 역
- 안민영 : 고깃집 사장 역
- 조하영 : 태규 아내 역
- 전누리 : 태규 딸 역
- 강혁일 : 범식 역
- 주하 : 범식 여자친구 역
- 정탁 : 주환 역
- 신동력 : 부동산 사장 역
- 유대형 : 펜션 청년 역
- 유승현 : 펜션 소년 역
- 박다정 : 납골당 직원 역
- 김병수 : 미역국 아저씨 역
- 김인선 : 공원 캐리어 여자 역
- 정욱 : 공원 커플 역
- 한인미 : 공원 커플 역
- 임세민 : 스케이트 보드 점원 역
- 장정미 : 어린이집 선생님 역
- 이주환 : 국밥집 손님 역
- 염현순 : 국밥집 주인 역
- 장혜란 : 창 밖 모자 역
- 이원준 : 창 밖 모자 역
- 김성빈 : 우산 행인 역
- 한상철 : 우산 행인 역
- 강규헌 : 우산 행인 역
- 이진호 : 우산 행인 역
- 손기호 : 사장 친구 역
- 조혜훈 : 사장 친구 역
- 박상준 : 지하철 엑스트라 역
- 김진영 : 지하철 엑스트라 역
- 정재혁 : 지하철 엑스트라 역
- 김승우 : 지하철 엑스트라 / 고깃집 손님 역
- 양수호 : 지하철 엑스트라 역
- 이슬기 : 고깃집 손님 역
- 김현정 : 고깃집 손님 역
- 정재혁 : 고깃집 손님 역
- 윤승용 : 스케이트 보드 역
- 김민기 : 스케이트 보드 역
- 오영민 : 스케이트 보드 역
- 고동균 : 스케이트 보드 역
- 권혁범 : 스케이트 보드 역
- 김윤정 : 스케이트 보드 역
- 김용식 : 검은정장 남자 역
- 류대현 : 감자탕 손님 역
- 권종훈 : 감자탕 손님 역
- 이진섭 : 감자탕 손님 역
- 이형우 : 감자탕 손님 역
- 김태현 : 감자탕 손님 역
- 이수아 : 감자탕 손님 역
- 최만성 : 터널 소장 역
- 허건 : 터널 인부 역
- 김준 : 터널 인부 역
- 전삼분 : 새벽 교인 역
- 박점순 : 새벽 교인 역
- 이은주 : 새벽 교인 역
- 김수민 : 새벽 교인 역
- 김윤혜 : 새벽 교인 역
- 박근록 : 산부인과 의사 역 (특별출연)

## 수상 목록
- 2020년 제29회 부일영화상 남자 신인상 (김대건)